# Tapinocyba pontis
Tapinocyba pontis är en spindelart som beskrevs av Chamberlin 1948. Tapinocyba pontis ingår i släktet Tapinocyba och familjen täckvävarspindlar. Inga underarter finns listade i Catalogue of Life.